# برمجة باللغات الطبيعية
البرمجة باللغات الطبيعية هي استعمال الكلمات والعبارات العادية في كتابة لغات برمجة الحاسوب.

## لغات البرمجة باللغة الإنجليزية
- COBOL
- SQL
- أبل سكربت